# Christmas Wish (EP)
Christmas Wish es un EP de la cantante norteamericana Stacie Orrico, lanzado un año después de su álbum de debut el 9 de octubre de 2001. Fue reeditado en Japón el 3 de diciembre de 2003 y llamado For Christmas.

## Lista de canciones
1. . "Love Came Down"
2. . "Christmas Wish"
3. . "O Holy Night"
4. . "What Child Is This"
5. . "O Come All Ye Faithful"
6. . "White Christmas"
7. . "The Christmas Song" (Pista Adicional Japón)
8. . "What Are You Doing New Year's Eve?" (Pista Adicional Japón)

## Lanzamiento
| País           | Fecha                 | Discográfica |
| -------------- | --------------------- | ------------ |
| Estados Unidos | 9 de octubre de 2001. | Forefront    |